# Geghamavan
Geghamavan (in armeno Գեղամավան?) è un comune dell'Armenia di 2 022 abitanti (2009) della provincia di Gegharkunik, fondata nel 1830.